# ГЕС Кастельбелло
ГЕС Кастельбелло (італ. La centrale idroelettrica Castelbello) — гідроелектростанція на півночі Італії. Знаходячись між ГЕС Глоренца (вище по течії) та ГЕС Тель, входить до каскаду на річці Адідже (впадає в Адріатичне море утворюючи спільну дельту із По), яка на цій ділянці дренує південний схил Ецтальських Альп та північний схил Ортлерських Альп.
Будівництво комплексу із двох станцій — Глоренца та Кастельбелло — розпочали у 1939 році. Під час Другої світової війни воно перервалось та відновилось у 1946-му, а ще за три роки комплекс нарешті ввели в експлуатацію. Відпрацьована на Глоренца вода скидається із нижнього балансуючого резервуара назад в Адідже, річище якої на цій ділянці каналізоване та спрямлене, і через 12 км за допомогою греблі довжиною 34 м відводиться до дериваційного каналу ГЕС Кастельбелло. Через декілька сотень метрів канал проходить через нижній балансуючий резервуар ГЕС Лаза, яка працює на воді із правих приток Адідже, після чого об'єднаний ресурс спрямовується в тунель довжиною 17,4 км із перетином 12,6 м2, прокладений у гірському масиві правобережжя (згадані вище Ортлерські Альпи). На своєму шляху тунель також приймає воду з приток Адідже — Пліма, Раміні та Солумес. По завершенню він переходить у напірний водогін довжиною 0,25 км та діаметром 2,7 м.
Машинний зал споруджений у підземному виконанні та доступний через службовий тунель довжиною 190 м. Він обладнаний трьома турбінами типу Френсіс потужністю по 29 МВт, які при напорі у 294 метрів забезпечують виробництво 396 млн кВт·год електроенергії на рік.
Відпрацьована вода по тунелю/каналу відводиться до Адідже.
Видача продукції відбувається по ЛЕП, що працюють під напругою 130 та 220 кВ.
Управління станцією відбувається дистанційно з диспетчерського центру в Больцано.